# Враготурце
Враготурце (мкд. Враготурце) је насеље у Северној Македонији, у североисточном делу државе. Враготурце припада општини Старо Нагоричане.

## Географија
Враготурце је смештено у североисточном делу Северне Македоније, близу државне границе са Србијом (2 km). Од најближег града, Куманова, село је удаљено 25 km североисточно.
Село Враготурце се налази у историјској области Средорек, на јужним падинама планине Козјак, на близу 600 метара надморске висине.
Месна клима је оштра континентална због знатне надморске висине.

## Становништво
Враготурце је према последњем попису из 2002. године имало 55 становника.
Огромна већина становништва у насељу су етнички Македонци (100%).
Претежна вероисповест месног становништва је православље.